# ميخائيل فرايد
ميخائيل فرايد (بالإنجليزية: Michael Fried)‏ هو أستاذ جامعي ومؤرخ وصحفي أمريكي، ولد في 12 أبريل 1939 في نيويورك في الولايات المتحدة.

## وصلات خارجية
- ميخائيل فرايد على موقع الموسوعة البريطانية (الإنجليزية)